# 소양면
소양면(所陽面)은 대한민국 전북특별자치도 완주군의 면이다.

## 개요
소양면은 전주시를 중심으로 1일 생활권을 형성하고 있으며, 송광사, 위봉사, 위봉산성 등의 지정문화재가 산재하여 있고, 송광 벚꽃터널, 위봉폭포, 송광에서 대야저수지의 드라이브 코스 등 천혜의 관광자원을 갖추고 있는 아름다운 고장이다. 특히 전국 생산량의 50% 이상을 차지하고 있는 지역 특산품 철쭉이 아름다운 고장이다.
경상도에서 전주시를 오고갈 때 반드시 거치는 지역이다.

## 행정 구역
- 대흥리(大興里)
- 명덕리(明德里)
- 신교리(新橋里)
- 신원리(新元里)
- 신촌리(新村里)
- 죽절리(竹節里)
- 해월리(海月里)
- 화심리(花心里)
- 황운리(黃雲里)

## 문화재
- 완주 송광사 나한전 (전라북도 유형문화재 제172호)

## 교육
- 소양초등학교 (황운리)
- 소양서초등학교 (명덕리)
- 송광초등학교 (대흥리)
- 동양초등학교 (화심리)
- 소양중학교 (황운리)
- 전북체육중학교 (해월리)
- 전북체육고등학교 (해월리)